# Ferula juniperina
Ferula juniperina är en flockblommig växtart som beskrevs av Jevgenij Korovin. Ferula juniperina ingår i släktet stinkflokesläktet, och familjen flockblommiga växter. Inga underarter finns listade i Catalogue of Life.